# Teegardens Stern
Teegardens Stern (Katalogbezeichnungen u. a. LSPM J0253+1652 oder SO 025300.5+165258, kurz SO 0253+1652) ist ein Roter Zwerg im Sternbild Widder, rund 12,5 Lichtjahre von der Sonne entfernt. Anfängliche Messungen führten zur Annahme, dass er der drittsonnennächste Stern sein könnte.

## Entdeckung
Das Objekt wurde 2003 von einer Gruppe von Wissenschaftlern durch die Auswertung von mehrjährigen Aufnahmen des NEAT-Programms zum Aufspüren von Asteroiden entdeckt. Darüber hinaus konnte es auch auf Fotoplatten des Palomar Observatory Sky Survey von 1951 identifiziert werden.
Benannt wurde das Objekt nach Bonnard J. Teegarden vom Goddard Space Flight Center der NASA, dem Leiter des Entdeckungsteams.

## Eigenschaften
Teegardens Stern liegt mit 0,08 Sonnenmassen knapp über der oberen Massegrenze von Braunen Zwergen. Wie alle Braunen und Roten Zwerge strahlt er seine Energie zum größten Teil im infraroten Spektrum ab. Die effektive Temperatur liegt wohl unter 3000 Kelvin und der Stern ist vermutlich mehr als 8 Milliarden Jahre alt.

### Entfernung
Die Parallaxe wurde zunächst zu 0,43 ± 0,13 Winkelsekunden bestimmt, womit die Entfernung von Teegardens Stern zur Sonne nur 7,5 Lichtjahre betragen hätte. Es hätte sich bei dem Objekt damit um den zu diesem Zeitpunkt drittnächsten bekannten Stern gehandelt. Die ungewöhnlich geringe Leuchtkraft und hohe Unsicherheit bei der Parallaxenbestimmung führten jedoch bereits hierbei zur Annahme, dass Teegardens Stern in Wirklichkeit weiter entfernt sein müsse, wenn auch immer noch in der Umgebung der Sonne. 2009 bestimmte der amerikanische Astronom George Gatewood die Parallaxe zu 0,2593 Winkelsekunden, woraus sich eine Entfernung von 12,578 Lichtjahren ergab. Im Katalog Gaia DR2 wird die Parallaxe bei hoher Genauigkeit mit 0,2610 Winkelsekunden angegeben, was 12,49 Lichtjahren entspricht.

## Planetensystem
2010 wurde Teegardens Stern mit Hilfe der Radialgeschwindigkeitsmethode auf ihn möglicherweise umkreisende Exoplaneten hin untersucht. Obwohl Veränderungen in der Radialgeschwindigkeit entdeckt wurden, reichten die Daten nicht aus, um die Existenz eines Planeten zu bestätigen.
Im Rahmen des CARMENES-Projekts am Calar-Alto-Observatorium wurde Teegardens Stern drei weitere Jahre lang untersucht. Anhand der Auswertung der dabei gesammelten Daten wurde im Juni 2019 die Existenz von zwei etwa erdgroßen (1,1 bis 1,3 Erdenmassen) Exoplaneten bekanntgegeben. Beide Planeten, die den Stern in seiner habitablen Zone umkreisen, wurden in einer ersten Einschätzung als potentiell lebensfreundlich eingestuft, da Teegardens Stern aufgrund von Beobachtungen und seines hohen Alters als relativ ruhig gilt.